# Nick Masset
Nick Allen Masset (né le 17 mai 1982 à St. Petersburg, Floride, États-Unis) est un lanceur de relève droitier des Ligues majeures de baseball sous contrat avec les Nationals de Washington.

## Carrière

### Rangers du Texas
Nick Maset est repêché le 5 juin 2000 par les Rangers du Texas où il fait ses débuts en Ligue majeure le 27 juin 2006. 

### White Sox de Chicago
Il passe avec John Danks aux White Sox de Chicago le 23 décembre 2006 contre Brandon McCarthy.

### Reds de Cincinnati
Masset rejoint les Reds de Cincinnati le 31 juillet 2008 avec Danny Richar contre Ken Griffey Jr.. Il joue pour les Reds jusqu'en 2011.

### Rockies du Colorado
Après une opération à l'épaule, il rate les saisons 2012 et 2013. En février 2014, il signe un contrat des ligues mineures avec les Rockies du Colorado. À son retour en 2014, il lance 51 matchs en relève pour Colorado mais remet une moyenne élevée de 5,80 points mérités alloués par partie en 45 manches lancées.

### Marlins de Miami
Le 13 janvier 2015, Masset signe un contrat des ligues mineures avec les Marlins de Miami mais est libéré le 31 mars suivant, dans les derniers jours de l'entraînement de printemps.

### Braves d'Atlanta
Il rejoint les Braves d'Atlanta le 19 mai 2015. Sa moyenne s'élève à 6,46 points mérités accordés par partie en 20 matchs joués et 15 manches et un tiers lancées pour Atlanta. Ceci porte sa moyenne de points mérités à 4,68 en 25 manches lancées au total en 2015 pour les Marlins et les Braves.

### Nationals de Washington
Le 15 décembre 2015, Masset rejoint les Nationals de Washington.

## Statistiques
| Saison | Équipe     | G   | GS | CG | SHO | V  | D | SV | IP    | SO  | ERA  |
| ------ | ---------- | --- | -- | -- | --- | -- | - | -- | ----- | --- | ---- |
| 2006   | Texas      | 8   | 0  | 0  | 0   | 0  | 0 | 0  | 8.2   | 4   | 4,15 |
| 2007   | Chicago WS | 27  | 1  | 0  | 0   | 2  | 3 | 0  | 39.1  | 21  | 7,09 |
| 2008   | Chicago WS | 32  | 1  | 0  | 0   | 1  | 0 | 0  | 44.2  | 32  | 4,63 |
| 2008   | Cincinnati | 10  | 0  | 0  | 0   | 1  | 0 | 0  | 17.1  | 11  | 2,08 |
| 2009   | Cincinnati | 74  | 0  | 0  | 0   | 5  | 1 | 0  | 76.0  | 70  | 2,37 |
| 2010   | Cincinnati | 82  | 0  | 0  | 0   | 4  | 4 | 2  | 76.2  | 85  | 3,40 |
| Totaux | Totaux     | 233 | 2  | 0  | 0   | 13 | 8 | 3  | 262.2 | 223 | 3,80 |

| Saison | Équipe     | G | GS | CG | SHO | V | D | SV | IP  | SO | ERA  |
| ------ | ---------- | - | -- | -- | --- | - | - | -- | --- | -- | ---- |
| 2010   | Cincinnati | 2 | 0  | 0  | 0   | 0 | 0 | 0  | 2.0 | 1  | 4,50 |
| Totaux | Totaux     | 2 | 0  | 0  | 0   | 0 | 0 | 0  | 2.0 | 1  | 4,50 |

Note : G = Matches joués ; GS = Matches comme lanceur partant ; CG = Matches complets ; SHO = Blanchissages ; 
V = Victoires ; D = Défaites ; SV = Sauvetages ; IP = Manches lancées ; SO = Retraits sur des prises ; ERA = Moyenne de points mérités.